# فرانك إجالينج
فرانك إجالينج (بالألمانية: Frank Eggeling)‏ هو لاعب كرة قدم ألماني في مركز الهجوم، ولد في 27 يوليو 1963. لعب مع آينتراخت براونشفايغ وروت فايس إيسن ونادي بوخوم.

## وصلات خارجية
- فرانك إجالينج على موقع قاعدة بيانات كرة القدم.إي يو (الإنجليزية)
- فرانك إجالينج على موقع بيانات كرة القدم. دي إي (الألمانية)
- فرانك إجالينج على موقع عالم كرة القدم.نت (الإنجليزية)